# Kouchva
Kouchva (en russe : Кушва) est une ville minière de l'oblast de Sverdlovsk en Russie. Sa population s'élevait 29 541 habitants en 2013.

## Géographie
Kouchva se trouve dans le nord de l'Oural, à 198 km au nord de Iekaterinbourg et à 50 km au nord de Nijni Taguil.

## Histoire
A l'emplacement de la ville actuelle furent développés, à partir de 1735, des mines, des forges et d'autres établissements qui exploitaient l'important gisement de minerai de fer de la montagne Blagodat, à l'est du village. Une usine sidérurgique fut bâtie au bord de la Kouchva, un petit affluent de la rivière Toura, et l'agglomération prit le nom de Kouchvinski Zavod (russe : Кушвинский завод) ou « Usine de Kouchva ». En 1925, Kouchvinski Zavod accéda au statut de ville et prit le nom de Kouchva l'année suivante.

## Galerie de photos

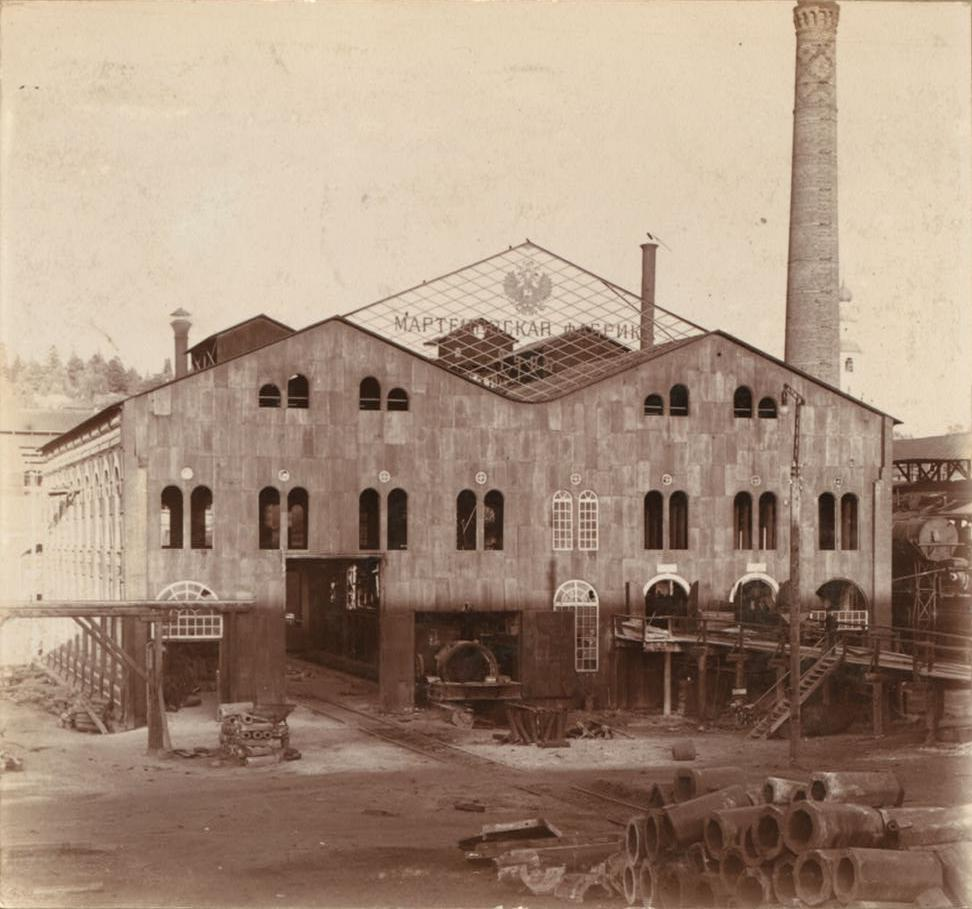
Usine Martenovskaïa Fabrika, photographiée vers 1910 par Sergueï Prokoudine-Gorski.
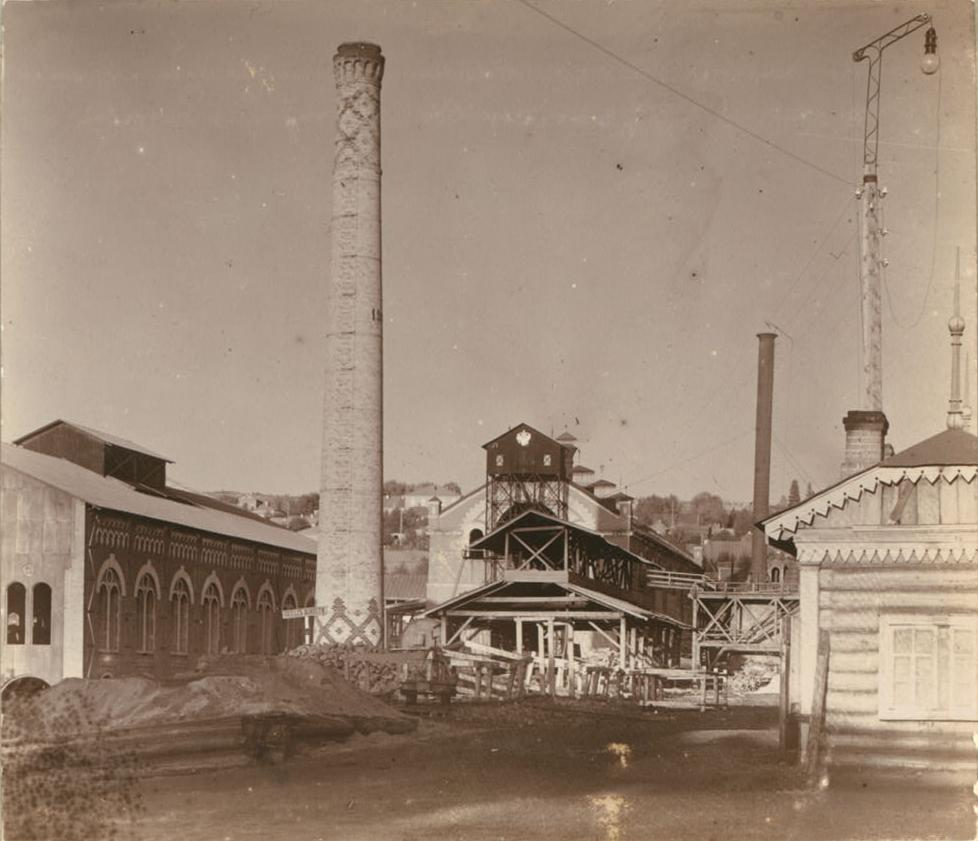
Usine sidérurgique dans les années 1910.
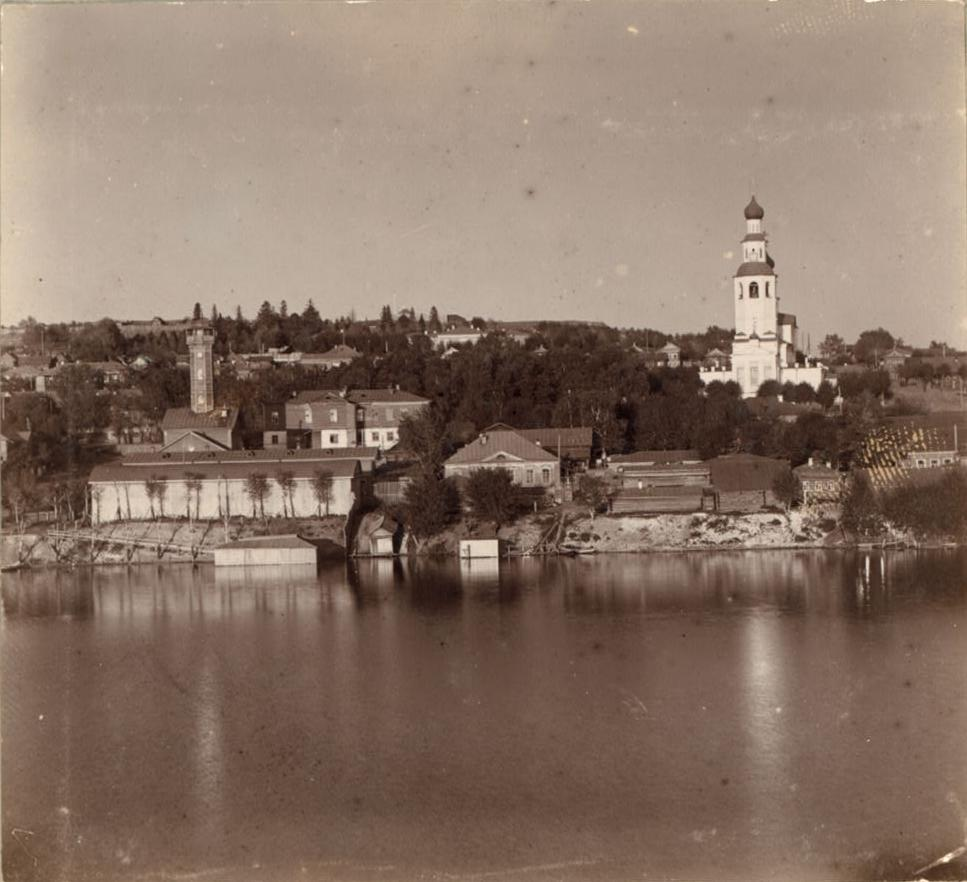
L'agglomération dans les années 1910.
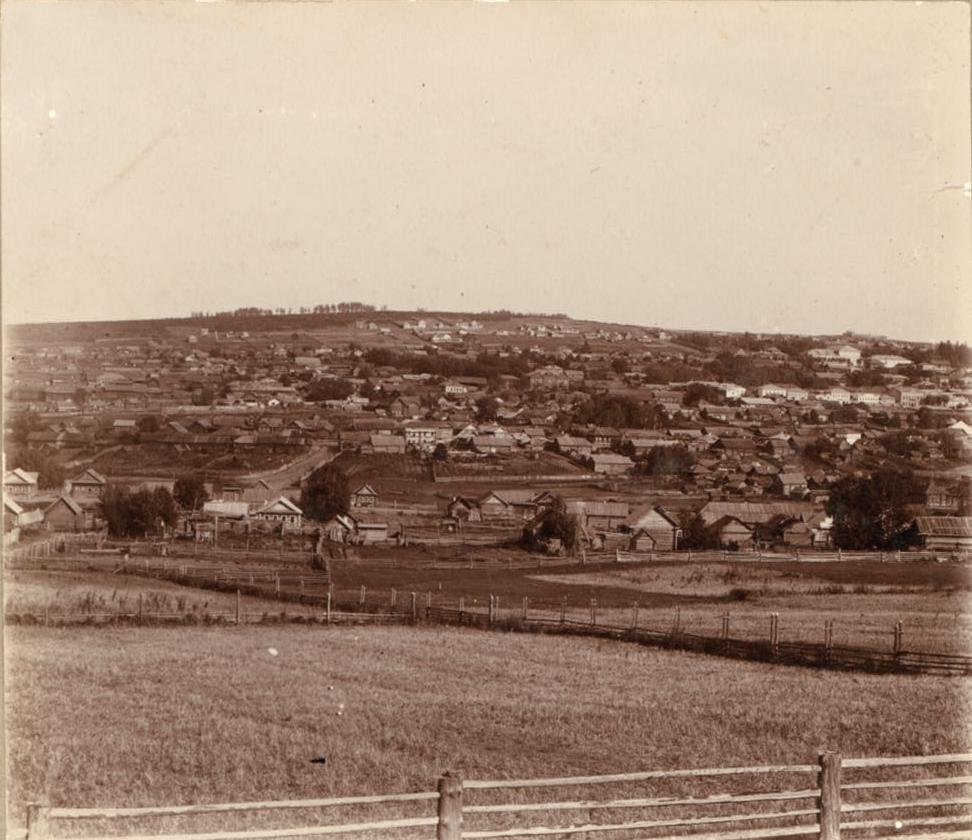
L'agglomération de Kouchva dans les années 1910.

## Population
Recensements (*) ou estimations de la population
| 1897* | 1926*  | 1939*  | 1959*  | 1970*  | 1979*  |
| ----- | ------ | ------ | ------ | ------ | ------ |
| 8 900 | 14 214 | 24 851 | 46 150 | 43 840 | 43 259 |

| 1989*  | 2002*  | 2010*  | 2012   | 2013   | 2014 |
| ------ | ------ | ------ | ------ | ------ | ---- |
| 43 096 | 35 555 | 33 215 | 29 803 | 29 541 | -    |

## Économie
L'exploitation du minerai de fer de la montagne Blagodat joue encore un rôle central dans la vie économique de la ville. Ce gisement de plusieurs centaines de millions de tonnes de fer alimente encore la sidérurgie du nord de l'Oural. Mais des mines ont fermé et cette exploitation minière est en déclin, ce qui a entraîné la diminution de la population. Les autres industries sont la construction de machines (notamment de matériel ferroviaire), la transformation du bois et les matériaux de construction.

## Transports
Kouchva est un carrefour ferroviaire, où la voie ferrée venant de Perm rejoint la ligne Iekaterinbourg – Serov.

## Divers
Un cratère de la planète Mars a été nommé en l'honneur de la ville.